# 질라카미
질라카미(ZillaKami)로 잘 알려진 쥬니어스 로저스(Junius Rogers)는 미국의 래퍼이다. 그는 식스나인의 전 작곡가이자, 힙합 그룹 도시 영안실(City Morgue)의 멤버이다.
그는 핫 뉴 힙합 (Hot New Hiphop)과 같은 출판물에서, 트랩 메탈의 선구자로 주목받았다.

## 생애
로저스(Rogers)는 뉴욕 주, 베이 쇼어에서 태어났다. 10대 시절, 로저스는 고릴라 비스킷 사운드(sound of Gorilla Biscuits)에 영향을 받은 학교 친구들과 함께, 스쿠드 갓 퀘일(Scud Got Quayle)이라고 불리는 펑크 록 밴드를 결성했다. 힙합 음악에 대한 그의 참여는 동료 뉴욕 래퍼 6ix9ine의 대필(ghostwriting)로 시작되었다. 이 시기에, 그는 두 명의 보컬리스트가 출연할 예정이었던 곡을 썼는데, 래퍼 식스나인(6ix9ine)은 그에게 "요카이(Yokai)"라는 이름으로 발매될 트랙에서 피쳐링을 해야 한다고 말했고, 두 사람은 "Helling Station"이라는 또 다른 콜라보레이션 트랙을 발매했다. 그러나, 2017년 8월, 로저스는 자신이 13살이라고 주장하는 소녀와 성행위를 하는 식스나인(6ix9ine)의 사진을 올리면서 사이가 틀어졌다. 그리고 6ix9ine의 아동 성범죄 혐의를 밝혀냈는데, 이는 아동을 성적 행위에서 사용한 것에 대한 유죄 판결 이전에 이루어진 것이다.

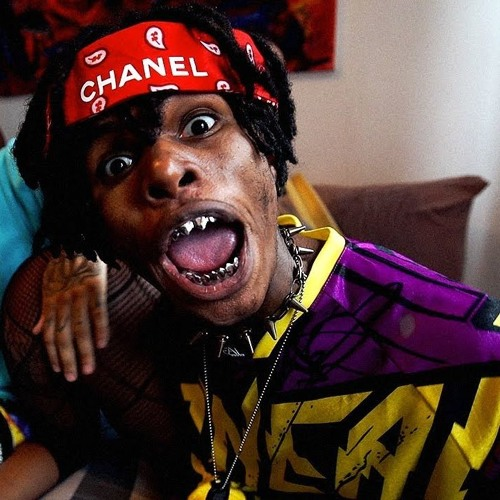
2017년도 공연 모습

2017년 4월 30일, 데뷔 EP 《Life Is A Horror Movie》를 발매했으며, 더 이상 음악과의 연관성을 느끼지 못했기 때문에, 그는 나중에 그 앨범을 내려놓았다.
얼마 지나지 않아, 질라카미(ZillaKami)는 형인 라이터스 P(Righteous P)가 일하던 문신 가게 주인의 아들과 연락이 닿았다, 그(아들)는 소스뮬라(Sosmula)라는 예명으로 통했다. 마약 혐의로 출소한 지 며칠 후, 소스뮬라는 질라 카미와 함께 도시 영안실(City Morgue) 음악 그륩을 설립했다. 2018년 8월, 몇 년 전의 수많은 싱글 앨범들이 흩어진 후, 그들은 그룹으로서의 데뷔 EP인 "Be Patient"를 발매했다.

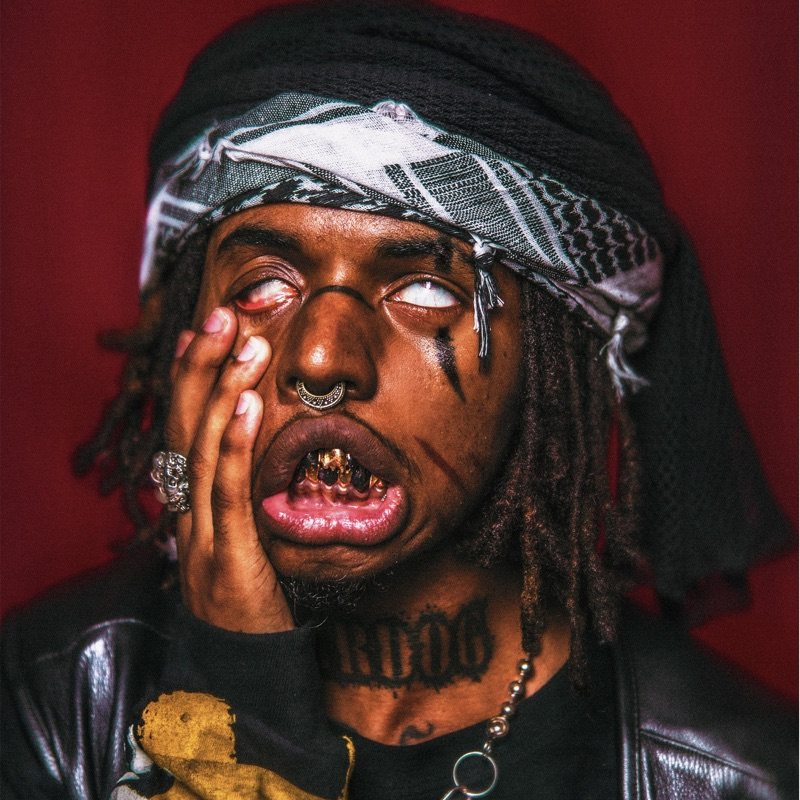
2018년도 공연 모습

2018년 9월 5일, 그는 덴젤 커리(Denzel Curry)의 세 번째 앨범이자, JPEG마피아(JPEGMafia)도 등장한, Ta13oo의 수록곡 "Vengeance"에 참여하였다. 같은 달, 릴 그나(Lil Gnar)의 트랙 《Man Down》의 특집이 발매되었다.
2018년 10월 12일, 도시 영안실(City Morgue)은 데뷔 앨범 《City Morgue Vol 1: Hell or High Water》를 발매했다. 그리고 얼마 지나지 않아, 그들의 헤드라인 투어(여행 공연)는 매진되었다.
2018년 11월 29일, 그는 파워스 플레전트(Powers Pleasant)의 트랙 〈Please Forgive〉에 제이 IDK(Jay IDK), 좀비 쥬스(Zombie Juice), 덴젤 커리(Denzel Curry)와 함께 출연했다.
7월 24일부터 8월 23일까지 그는 밴드 턴스틸(Turnstile), 덴젤 커리, 푸야, Germ (래퍼), 쇼어라인 마피아(Shoreline Mafia), 나이트 러벨(Night Lovell)과 함께 수어사이드보이즈의 'Grey Day(그레이 데이)' 투어에 시티 모규(City Morgue)의 일원으로써 파트로 참여했다.
2019년 12월 13일, 도시 영안실(City Morgue)은 그들의 두 번째 음반, City Morgue Vol 2: As Good As Dead의 두 번째 음반임과 동시에, 디럭스 버전으로 2020년 5월 15일에 발매된 몇 개의 새로운 트랙을 발매했다.
2020년 7월 31일, 도시 영안실(City Morgue)은 그들의 믹스테이프 "독성 부갈루(Toxic Boogaloo)"를 발매했다.
2021년 9월 17일, 로저스(Rodgers)는 데뷔 솔로 앨범 "DOG BOY"를 발매했다.

## 음악 스타일과 영향
질라 카미의 음악은 일렉트릭 기타와 고함치는 보컬과 공격적이면서도, 서정적인 테마를 통합함으로써 하드코어 펑크와 헤비메탈, 트랩 뮤직의 요소를 결합시킨 것으로 묘사되어 왔다. 그의 가사는 종종 극단적인 폭력, 죽음, 사도마조히즘, 마약 사용 등의 주제를 묘사한다. 콤플렉스(Complex)(잡지)의 기사에서, 작가 제이콥 무어는 그의 음악을 네크로(Necro)(래퍼) 이후 가장 무자비한 랩 음악"이라고 묘사했다.
그는 타이틀 파이트(Title Fight)의 앨범 'Floral Green'과 'Hyperview'(앨범), DMX (래퍼), 게다가 라디오헤드(Radiohead)의 앨범 'In Rainbows'와 오닉스(Onyx,힙합 그룹)로 자신의 가장 큰 영향들을 꼽았다.

## 디스코그래피

### 솔로
스튜디오 앨범
- DOG BOY (2021)

익스텐디드 플레이(Extended Play)
- LifeIsAHorrorMovie (2017)
- German Dogs (2019)

### City Morgue a.k.a Sosumula(소스뮬라)와 함께
- City Morgue, Vol. 1: Hell or High Water (2018)
- City Morgue, Vol. 2: As Good as Dead (2019)
- TOXIC BOOGALOO (2020)
- City Morgue Vol 3: Bottom of the Barrel (2021)

익스텐디드 플레이
- Be Patient (2018)

### 찬조출연 (피쳐링) 곡들 목록
- 6ix9ine – "Yokai" (2016)
- 6ix9ine – "Hellsing Station" (2016)
- $ubjectz – "GangShit" feat. Cameronazi (2017)
- $ubjectz – "War Paint" feat. Cameronazi (2017)
- ITSOKTOCRY – "SHINIGAMISTARSHIP" (2017)
- Cameronazi – "AREYOUREADYKIDS?" feat. $ubjectz (2017)
- Cameronazi – "Squad Up" (2017)
- Cameronazi – "Devil Horns" (2017)
- Saint Poncho – "FVKKK" (2017)
- XZARKHAN – "Jungle Klipped" (2017)
- BROC $TEEZY – "Want Em Dead" feat. fl.vco and KXNG (2018)
- Yadrin – "Demonscall" (2018)
- Yadrin – "BHUM BUKKET RMX" feat. SosMula (2018)
- Stoney – "Runnin'" (2018)
- BurnKas – "Red Rum" (2018)
- Denzel Curry – "Vengeance" feat. JPEGMafia (2018)
- Lil Gnar – "Man Down" (2018)
- Powers Pleasant – "Please Forgive" feat. Jay IDK, Zombie Juice and Denzel Curry (2018)
- Danon The Producer – "Shootinphotos" (2018)
- DrownMili – "Kid Soulja" feat. BurnKas (2018)
- ESKIIIS – "I Solemnly Swear" (2018)
- RAMIREZ - "BAPHOMET / MOSH PIT KILLA" (2019)
- Pouya (rapper) and CITY MORGUE - "Bulletproof Shower Cap" (2019)
- Denzel Curry - "EVIL TWIN" (2020)
- NYCL KAI - "Incredible" feat. $NOT (2020)
- IC3PEAK - "TRRST" (2020)
- Ski Mask the Slump God - "Thor's Hammer Worthy" (2020)
- Trippie Redd - "DEAD DESERT" feat. Scarlxrd (2021)
- SosMula - "Boogaloo" (2021)